# Nemzeti Párbeszéd Kvartett

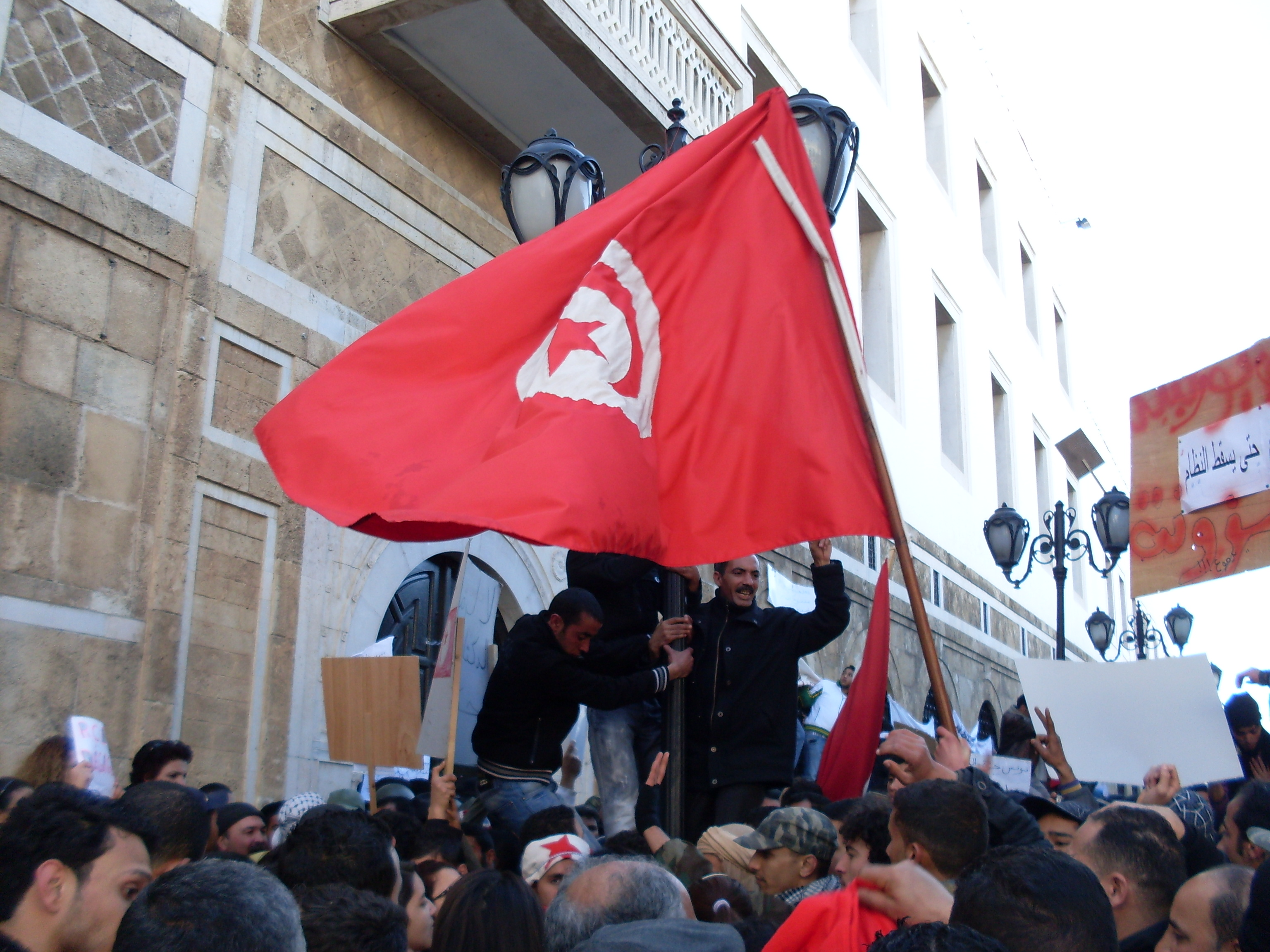
A jázminos forradalom (2011)

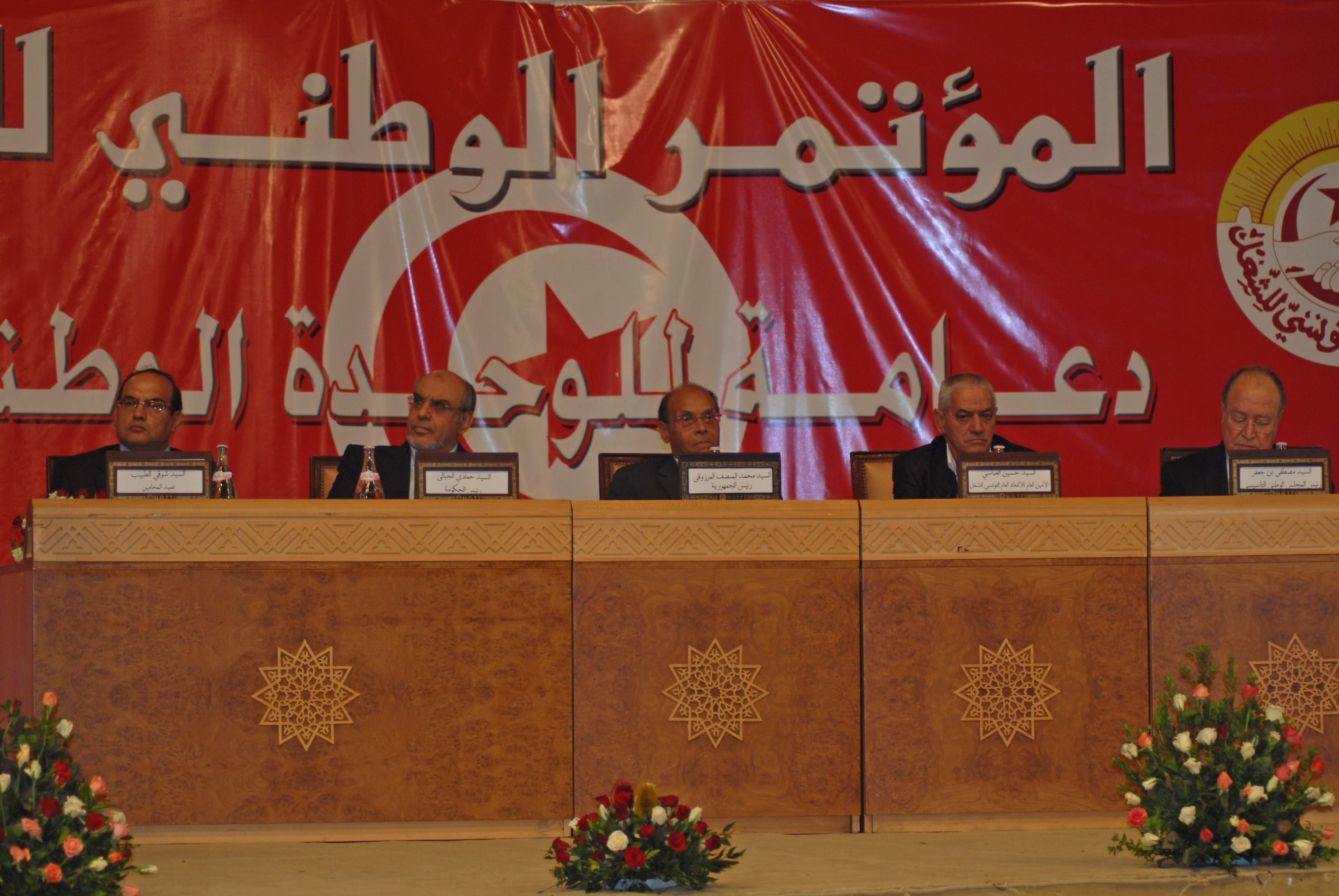
A nemzeti párbeszéd (2012)

A Nemzeti Párbeszéd Kvartett (arabul: رباعية الحوار الوطنى التونسى, rubāʿiyyat al-ḥiwār al-waṭanī at-tūnisī) négy szervezetből álló csoport, melyek Tunéziában a plurális demokrácia megteremtésének kísérletében központi szerepet játszottak 2011-ben a jázminos forradalom idején.
A kvartett 2013 nyarán alakult és a következő tunéziai civil szervezetek alkotják:
- Tunéziai Általános Munkásszakszervezet
- Tunéziai Ipari, Kereskedelmi és Kézműves Konföderáció
- Tunéziai Emberi Jogi Liga
- Tunéziai Ügyvédi Kamara

2015. október 9-én a csoport Nobel-békedíjat kapott „a tunéziai jázminos forradalom idején kifejtett tevékenységéért, a plurális demokrácia elősegítéséért.”

## Fordítás
- Ez a szócikk részben vagy egészben  a   Tunisian National Dialogue Quartet című angol Wikipédia-szócikk ezen változatának fordításán alapul.  Az eredeti cikk szerkesztőit annak laptörténete sorolja fel. Ez a jelzés csupán a megfogalmazás eredetét és a szerzői jogokat jelzi, nem szolgál a cikkben szereplő információk forrásmegjelöléseként.